# Mār Abhā di Kashkar (scrittore)
Abhā di Kashkar (Kaskar, ... – ...; fl. VI-VII secolo) è stato uno scrittore e traduttore siriaco nestoriano.

## Biografia
Vissuto sotto il regno di Cosroe II, fu da questi inviato come ambasciatore presso l'imperatore bizantino Maurizio.
Uomo di vasta cultura, è conosciuto come traduttore e commentatore di Aristotele (gli è attribuita un'opera su tutta la logica di Aristotele, della quale però non si è conservata nessuna copia), nonché come scrittore di astronomia e medicina e di diverse lettere e commentari.
Oltre al greco, conosceva anche l'ebraico e il persiano.